# II. Sesonk
II. Sesonk (IIa Sesonk; uralkodói nevén Hekaheperré Szetepenré) az ókori egyiptomi XXII. dinasztia egyik uralkodója volt. Viszonylag rövid ideig, egy vagy két évig uralkodott. Dinasztiájának egyetlen uralkodója, akinek sírját érintetlenül találták meg, benne ezüst koporsójával, ami ritkaságnak számít.
Vitatott, hogy I. Sesonk fáraó fia volt, aki apját és fivérét, I. Oszorkont túlélve jutott trónra, vagy pedig I. Oszorkon fia, aki Ámon főpapja lett, majd társuralkodó apja mellett. Előbbi mellett érv, hogy sírjában kizárólag I. Sesonkot említik, Oszorkont nem, valamint hogy teljes fáraói titulatúrát vett fel, ami azt jelzi, nem csak társuralkodó volt. Azt, hogy nem azonos Sesonk Ámon-főpappal, az is alátámasztja, hogy utóbbinak a fiai sehol nem említik, hogy apjuk király lett volna.

## A II. Sesonk nevű uralkodók
A tudomány jelenlegi állása szerint az eddig II. Sesonkként használt név legalább három különböző személyre utal, uralkodói nevükkel: Hekaheperré Sesonk, Tutheperré Sesonk és Maaheperré Sesonk. A 2007 októberében a Leideni Egyetemen tartott, Egyiptom líbiai korszakának történelme és kronológiája című konferencián a IIa, IIb és IIc jelöléssel látták el őket. Sorrendjük a dinasztián belül vitatott; az biztos, hogy a dinasztia elején éltek, I. Oszorkont követték, és korábban voltak hatalmon, mint II. Oszorkon, de családi kapcsolataik sem tisztázottak.
Sextus Julius Africanus, akitől Manethón műveinek egy általában pontosnak tartott összegzése maradt fenn, kijelenti, hogy I. Oszorkon és I. Takelot között három uralkodó volt hatalmon. A három uralkodó Manethón által felállított sorrendjét jelenleg nem lehet bizonyítani, mert kevés bizonyíték maradt fenn a korszakból, és mindhárman rövid ideig uralkodtak.
Azt, hogy II. Sesonk II. Oszorkon előtt uralkodott, az is bizonyítja, hogy sólyomfejű koporsója stilisztikailag hasonlít egy sólyomfejű koporsófedélre, amely Harsziésze király gránitkoporsóját fedte és a Medinet Habu-i templomból került elő. Harsziésze II. Oszorkon korai kortársa volt, és talán már I. Takeloté is, mert utóbbiról tudni, hogy Felső-Egyiptomot nem tartotta szilárdan hatalma alatt. Ez arra utal, hogy II. Sesonk és Harsziésze majdnem kortársak voltak, mivel Harsziésze Sesonk Ámon-főpap fia volt és így I. Oszorkon unokája.

## Származása
Sesonk származásáról két elmélet is van. A korábbi elmélet szerint I. Oszorkon legidősebb fia volt, aki Ámon főpapjaként szolgált, majd apja társuralkodója lett, és a főpapi székben fivére, Iuwlot követte. Az újabb elmélet szerint I. Sesonk fia és I. Oszorkon öccse volt, aki túlélte bátyját és trónra lépett.
Kenneth Kitchen The Third Intermediate Period in Egypt (c. 1100–650 BC) című könyvének 1996-os kiadásában fenntartja, hogy II. Sesonk azonos Sesonkkal, Ámon főpapjával, I. Oszorkon és Maatkaré királyné fiával, akit társuralkodóvá neveztek ki, de végül hamarabb meghalt, mint apja. Kitchen szerint erre a társuralkodásra utalnak egy bizonyos Nahtefmutnak a Ramesszeumban megtalált múmiájának múmiapólyái, melyeken egy nem említett uralkodó 3. évét és 33. uralkodási évét, azaz második szed-ünnepét említik. Úgy véli, a 33. év minden bizonnyal I. Oszorkonra utal, mivel Nahtefmut egy gyűrűt is viselt, rajta ennek a királynak az uralkodói nevével. Kitchen ebből arra a következtetésre jutott, hogy I. Oszorkon 33. uralkodási éve egyenlő II. Sesonk harmadik uralkodási évével, és utóbbi azonos volt Sesonk főpappal.
I. Oszorkon és II. Sesonk társuralkodására azonban nincs döntő bizonyíték, mert nem biztos, hogy Nahtefmut testén a 3. és a 33. évet említő pólyák ugyanabban az időben készültek. A két dátum nem ugyanazon a textilen szerepel, hanem két különbözőn, melyek valószínűleg több év eltéréssel készültek, mint azt az Ámon-papok temetkezési szokásai mutatják. Erre jó példa Honszmaaheru Hamburgban őrzött múmiája, melyen a múmiapólyákon I. Oszorkon 11., 12. és 23. uralkodási évét említik, azaz minimum tizenkét év telt el készítésük és felhasználásuk között, vagy Dzsedptahiufanh múmiája, Ámon harmadik vagy negyedik prófétájáé, melyen I. Sesonk 5., 10. és 11. évéből származó múmiapólyák vannak, vagyis hat évnyi különbséggel készült pólyákat is felhasználtak a balzsamozáshoz. Amint ez a két, közel kortárs példa is mutatja, a templomi papok mumifikáció során egyszerűen újrahasznosítottak minden régi vásznat, amihez hozzáfértek. A 3. évben készült vászon így készülhetett Oszorkon utódjának uralkodása alatt is. Emellett Sesonk főpap gyermekei – Oszorkon pap, akinek halotti papirusza, a Denon C papirusz ma Szentpéterváron található, az Orosz Nemzeti Könyvtárban, vagy Harsziésze pap (talán azonos Harsziésze fáraóval), akinek apja emlékére szentelt Bész-szobra ma a Durham Múzeumban van – egyike sem említi apját királyi címekkel saját temetkezési kellékeiken. Oszorkon pap nem király fiának, hanem Sesonk főpap fiának hívja magát papiruszán, amely már jóval apja halála után készülhetett, Harsziésze pedig apját Ámon főpapjaként említi egy Bész-szobron, királyi címek vagy uralkodói név nélkül, pedig ha Sesonk főpap királyi rangot viselt volna, fia minden bizonnyal megemlítette volna ezt. Ez azt sugallja, hogy Sesonk főpap nem azonos II. Sesonkkal. Bár a főpap nevét kártusba írják a Bész-szobron, uralkodói nevet nem visel. Korábban is előfordult már, hogy herceg kártusba írta a nevét, de nem örökölte a trónt, például I. Thotmesz újbirodalmi fáraó fiai, Amenmosze és Uadzsmosze is.
Ami még fontosabb bizonyíték, II. Sesonk érintetlen temetkezése nem tartalmazott egyetlen olyan tárgyat sem, amelyen I. Oszorkon neve állt volna. Kitchen felhívja a figyelmet egy melldíszre, melyen eredetileg Sesonk, a meswes törzs főnöke neve állt – fáraóvá válása előtti címe –, emellett előkerült két karperec, ami királyként említi I. Sesonkot, de későbbi tárgyak nem. Mindez valószínűtlen lenne, amennyiben Sesonk valóban Oszorkon fia volt, akit apja temetett el. A XXI. és XXII. dinasztia más királyainak, Amenemopének és I. Takelotnak is találtak olyan tárgyakat a sírjában, ami a szüleiket említi. Ez azt sugallja, hogy II. Sesonk nem Oszorkon fia volt, hanem valaki másé, talán I. Sesonké.
Karl Jansen-Winkeln német egyiptológus 2005-ös, egyiptomi kronológiájáról írt könyvében megjegyzi, hogy „nem tűnik nagyon valószínűnek az az általánosan elfogadott nézet, mely szerint ez a király azonos a (korábbi) főpappal és I. Oszorkon fiával”. Dr. Douglas Derry, a kairói Egyiptomi Múzeum anatómiai részlegének vezetője orvosszakértői vizsgálattal megállapította a múmiáról, hogy II. Sesonk az ötvenes éveiben halt meg. Így elképzelhető, hogy II. Sesonk I. Sesonk fia volt, túlélte I. Oszorkon 35 évnyi uralkodását, és pár évig uralkodott, mielőtt I. Takelot trónra lépett.
Harsziésze sírleletei szerint II. Sesonk egy vagy két nemzedékkel I. Oszorkon után élt, talán I. Oszorkon és I. Takelot között uralkodott Taniszban. Ebben az esetben sírjában az I. Sesonkot megnevező tárgyak nem azt jelentik, hogy I. Sesonk volt az apja, csak örökségül maradtak rá. Emellett áll ki Jürgen von Beckerath is 1997-es, Chronologie des Pharaonischen Ägypten című művében, amelyben úgy tartja, II. Sesonk valójában I. Takelot bátyja volt. Ezt a nézetet támogatja Norbert Dautzenberg is. Von Beckerath azonban II. Sesonk uralkodását I. Takeloté és II. Oszorkoné közé helyezi.

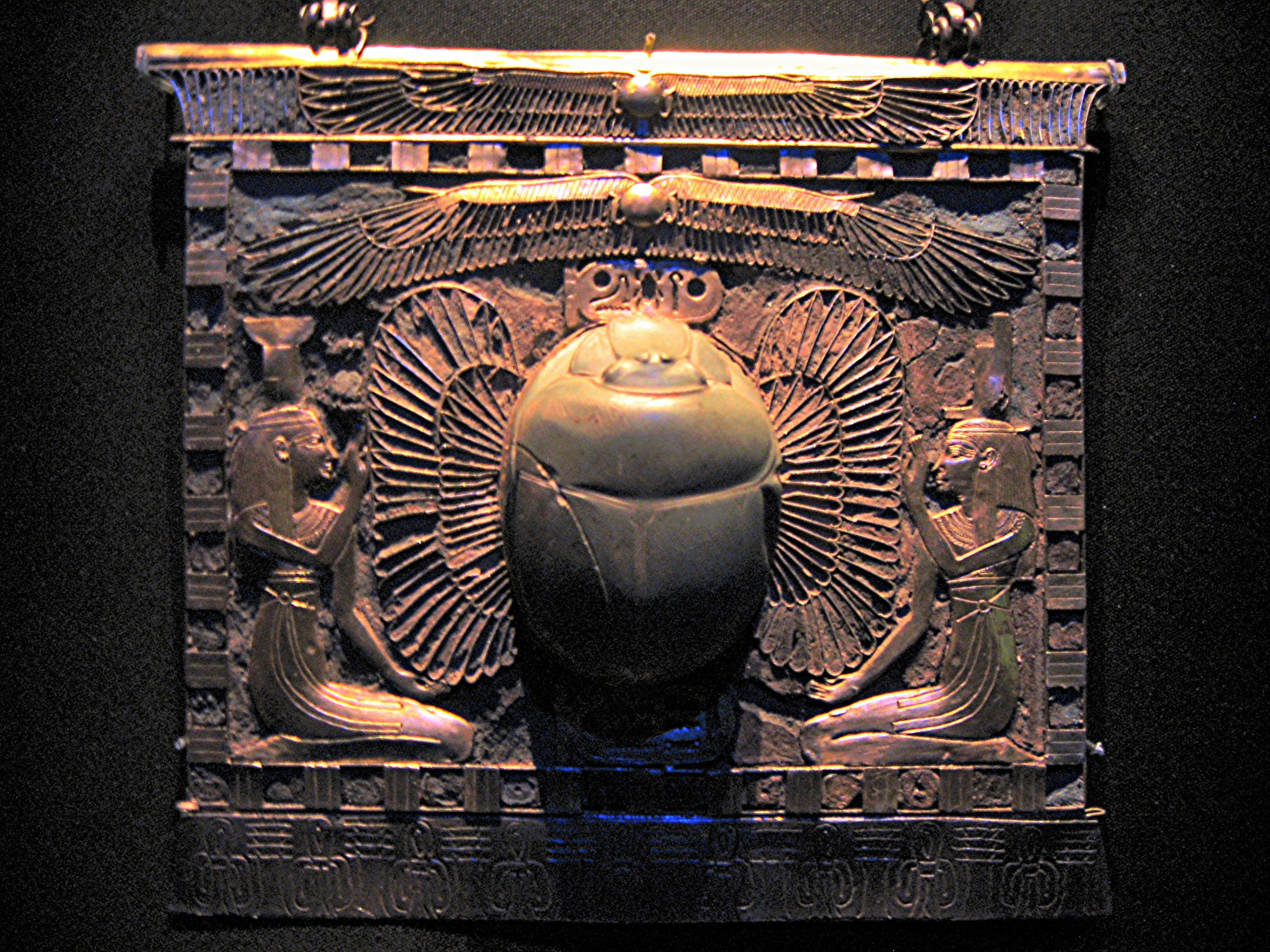
II. Sesonk melldísze

Mivel a fáraó temetkezési kellékein, úgymint koporsóján, drágaköves melldíszein és kartonázsain is egyedül a Hekaheperré uralkodói név szerepel, valószínűleg a XXII. dinasztia önállóan uralkodó fáraója volt, nem csak társuralkodó. Jürgen von Beckerath szerint két évig uralkodott Taniszban. Rolf Krauss és David Alan Warburton 2005-ben publikált kronológiájában szintén 1-2 évet tulajdonít Sesonknak, bár ők I. Takelot és II. Oszorkon közé helyezik. Thomas Schneider 2010-es cikkében elfogadja Manethón Africanus által idézett állítását, mely szerint három taniszi király uralkodott I. Oszorkon és I. Takelot között, és II. Sesonk, valamint Tutheperré Sesonk uralkodását is eközé a két uralkodó közé teszi.

## Sírja és múmiája

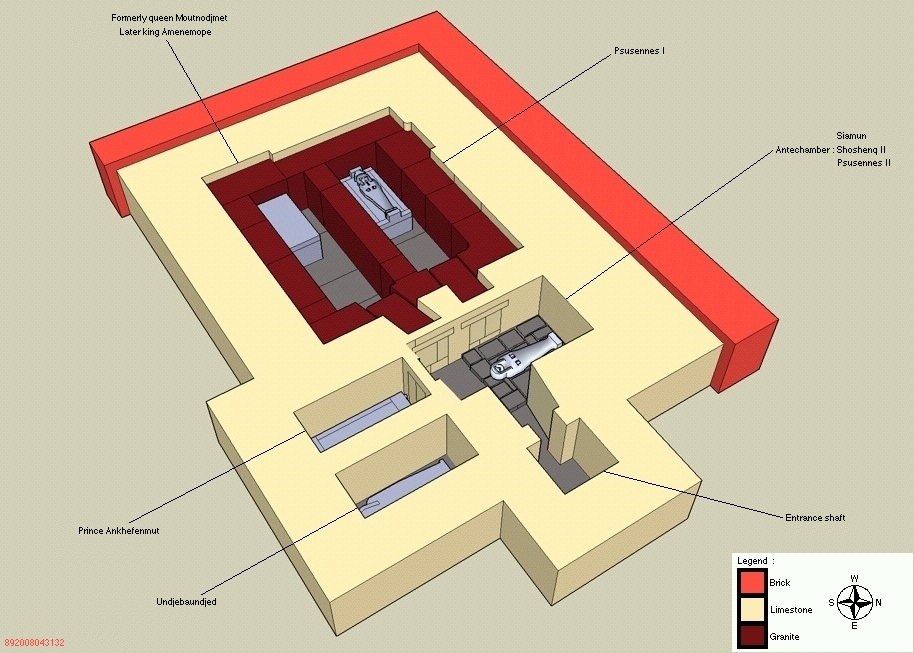
A NRT III sír, ahol Sesonkot eltemették, majd felfedezték

II. Sesonk a XXII. dinasztia egyetlen olyan uralkodója, akinek sírját nem rabolták ki. A sírt Pierre Montet fedezte fel 1939-ben, I. Paszebahaenniut taniszi sírjának egy előkamrájában. Montet 1939. március 20-án nyitotta fel a koporsót Fárúk egyiptomi király jelenlétében. Számos drágaköves karperec és melldísz került elő a sírból, valamint a fáraó gyönyörű, sólyomfejjel díszített ezüstkoporsója és arany halotti maszkja. A maszk az uralkodó fején volt. Montet később a XXI. dinasztia két uralkodója, I. Paszebahaenniut és Amenemope sírját is felfedezte, 1940 februárjában, illetve áprilisában.
A sír egyértelműen nem az eredeti temetkezési helye Sesonknak, mert egy korábbi uralkodó, I. Paszebahaenniut sírjába temették el. Koporsója alján növények nyomát találták meg, ami arra utal, eredeti sírját eláraszthatta a víz, ezért kellett máshol újratemetni. A koporsó törött alsó részén látszik, hogy durván bántak vele az áthelyezés során, emellett körülötte másodlagosan felhasznált edényeket találtak nagy számban. Az, hogy II. Sesonk koporsója kizárólag ezüstből készült, jól mutatja a fáraó hatalmát, mert az ezüst Egyiptomban jóval ritkább volt, mint az arany.
Dr. Derry orvosszakértői vizsgálata alapján a király halálát fejsérülésből következő vérmérgezés okozta.

## Fordítás
- Ez a szócikk részben vagy egészben  a   Shoshenq II című angol Wikipédia-szócikk ezen változatának fordításán alapul.  Az eredeti cikk szerkesztőit annak laptörténete sorolja fel. Ez a jelzés csupán a megfogalmazás eredetét és a szerzői jogokat jelzi, nem szolgál a cikkben szereplő információk forrásmegjelöléseként.